# Arnoldo Mondadori - I libri per cambiare il mondo
Arnoldo Mondadori - I libri per cambiare il mondo è un film italiano del 2022 diretto da Francesco Miccichè che ripercorre la vita di Arnoldo Mondadori, uno dei più importanti pionieri dell’industria editoriale italiana e fondatore della casa editrice omonima. Il film si avvale di preziose interviste, filmati d'epoca e ricostruzioni di fiction.

## Trama
Verona, 5 settembre 1945. Arnoldo Mondadori, criticato dai suoi dipendenti per la sua sfarzosità, racconta la storia della sua vita. Figlio di un calzolaio ambulante e analfabeta, da bambino dovette lasciare la scuola, sebbene avesse parecchio interesse, a causa delle gravi ristrettezze familiari, per aiutare il padre al lavoro. All'età di diciassette anni riuscirà a farsi assumere in una tipografia con una paga simbolica avendo anche la possibilità di stampare il giornale socialista Luce. Arnoldo decise di rimanere nel settore e di realizzare nell'editoria le sue ambizioni di emancipazione. Con l'aiuto di un benefattore la piccola impresa «La Sociale» passò nelle mani di Mondadori.
Grazie alla maggiore disponibilità finanziaria, Mondadori cominciò a dedicarsi all'attività editoriale vera e propria realizzando per le scuole sussidiari, grammatiche e libri di lettura. Le solide relazioni politiche avviate con il regime fascista consentirono a Mondadori di raggiungere una posizione di preminenza soprattutto nel settore scolastico. Nacquero negli anni trenta numerose collane, frutto della sperimentazione di nuovi generi editoriali di largo consumo, come Il Giallo Mondadori e Medusa. Tuttavia dopo le leggi razziali il regime gli proibì di pubblicare i testi di autori ebrei e così aprì un conto a Ginevra dove versò i diritti d'autore dei loro libri diventando un problema per Mussolini. Dopo l'8 settembre 1943 gli fu chiesto di collaborare con i nazisti e così fuggì in Svizzera con la sua famiglia. Gli anni della seconda guerra mondiale ebbero quindi conseguenze drammatiche per la casa editrice. 
Capendo di essere una figura scomoda, Arnoldo decide di lasciare la presidenza a suo fratello Bruno, suo figlio Giorgio si occuperà della tipografia mentre l'altro figlio Alberto sarà il nuovo direttore editoriale; quest'ultimo ha anche riallacciato i rapporti con gli autori boicottati dal regime. Arnoldo annuncia che ci sarà una divisione degli utili con tutti gli operai per far ripartire l'azienda. Con poche risorse Mondadori cerca di risollevare l'azienda nel dopoguerra avendo l'intuizione di trovare accordi con Walt Disney e Henry Luce, proprietario di Life; Alberto non è d'accordo e chiede invano al padre di pubblicare libri più "necessari" come i saggi.
Progressivamente si amplia l'orizzonte produttivo che, oltre ai libri, si apre anche ai periodici, sfidando il competitor Rizzoli, con la nascita nel 1950 dell'elegante rotocalco Epoca sotto la direzione di Alberto. Tuttavia la rivista non  vende molte copie a fronte di larghi costi di produzione (dovuti anche all'utilizzo di sofisticate macchine per la stampa importate dagli USA) e così nel 1956 Arnoldo chiede ad Alberto, che ha anche problemi con l'alcol, di lasciare il posto ad Enzo Biagi il quale riesce a rilanciare il periodico. Due anni dopo, con capitali messi a disposizione dal padre, Alberto fonda una propria casa editrice, il Saggiatore, pur continuando a collaborare con l'azienda di famiglia.
Nel 1959 Arnoldo riceve la laurea honoris causa della facoltà di Lettere dell'Università di Pavia ma lui continua ad essere preoccupato per il figlio Alberto: la sua casa editrice non sta avendo successo e fa così ritorno alla Mondadori come direttore editoriale. Per venire incontro alle esigenze del pubblico di massa, Mondadori nel 1965 insieme al figlio progetta una collana di libri tascabili, gli Oscar Mondadori, in vendita nelle edicole settimanalmente per 350 lire; la prima pubblicazione è il romanzo Addio alle armi di Ernest Hemingway stampato in 60 000 copie e tutte esaurite nel primo giorno di uscita.
Alberto capisce che è arrivato il momento di staccarsi definitivamente dal padre e nel 1969 decide di vendere le sue azioni della Mondadori per reinvestire tutto nel Saggiatore.

## Interventi
- Luca Formenton, editore e nipote di Arnoldo Mondadori
- Roberta Mondadori, figlia di Bruno Mondadori (fratello di Arnoldo)
- Gian Arturo Ferrari, scrittore ed ex-direttore della Mondadori
- Marino Sinibaldi, saggista e critico letterario
- Pierluigi Battista, giornalista e scrittore
- Ginevra Bompiani, editrice e scrittrice
- Ferruccio Parazzoli, scrittore ed ex-capo ufficio stampa della Mondadori
- Gianrico Carofiglio, scrittore

## Produzione
Il film è stato co-prodotto da Anele e Rai Fiction con il sostegno di Film Commission Torino Piemonte, il patrocinio delle città di Torino, Tivoli e Verbania, e in collaborazione con la Fondazione Arnoldo e Alberto Mondadori.
Le riprese si sono svolte tra Roma, Tivoli (piazza san Giorgio, vicolo san Paolo e il parco di Villa Gregoriana), Torino (la zona compresa tra via Bogino e piazza Carlo Alberto, il Museo nazionale del Risorgimento italiano, il Cinema Teatro Romano, la Galleria Subalpina oltre all'interno del Museo della Tipografia di Don Bosco a Valdocco), Verbania (all'interno della Villa l'Eremitaggio) e sul Lago Maggiore.
La conferenza stampa si è svolta il 19 dicembre.

## Accoglienza
Il film è stato trasmesso in prima visione e prima serata su Rai 1 mercoledì 21 dicembre 2022, e ha totalizzato 1 888 000 telespettatori pari all'11,6% di share.